# Kavaklıoluk, İskenderun
Kavaklıoluk là một xã thuộc huyện İskenderun, tỉnh Hatay, Thổ Nhĩ Kỳ. Dân số thời điểm năm 2011 là 196 người.